# Centistes yunnanus
Centistes yunnanus är en stekelart som beskrevs av Chen och Van Achterberg 1997. Centistes yunnanus ingår i släktet Centistes och familjen bracksteklar. Inga underarter finns listade.